# Offentlig sektor
En offentlig sektor, allmän sektor eller gemensam sektor är den skattefinansierade verksamhet som drivs åt det allmänna, underställt stat, primärkommun och sekundärkommun eller andra politiska enheter. Verksamheter som ofta ingår är hälso- och sjukvård, omsorg, utbildning, rättsväsen, försvarsmakten, kollektivtrafik och infrastruktur.
Omfattningen av den offentliga sektorn varierar mellan länder, samhällssystem och tidsepoker. I en planekonomi tillhör hela samhällets ekonomi den offentliga sektorn. I en ren "nattväktarstat" är det bara rättsväsen och militären som utgör den offentliga sektorn.
I debatten används ibland istället uttrycket "gemensam sektor", framförallt av förespråkare för en mer omfattande offentlig sektor.

## Sverige

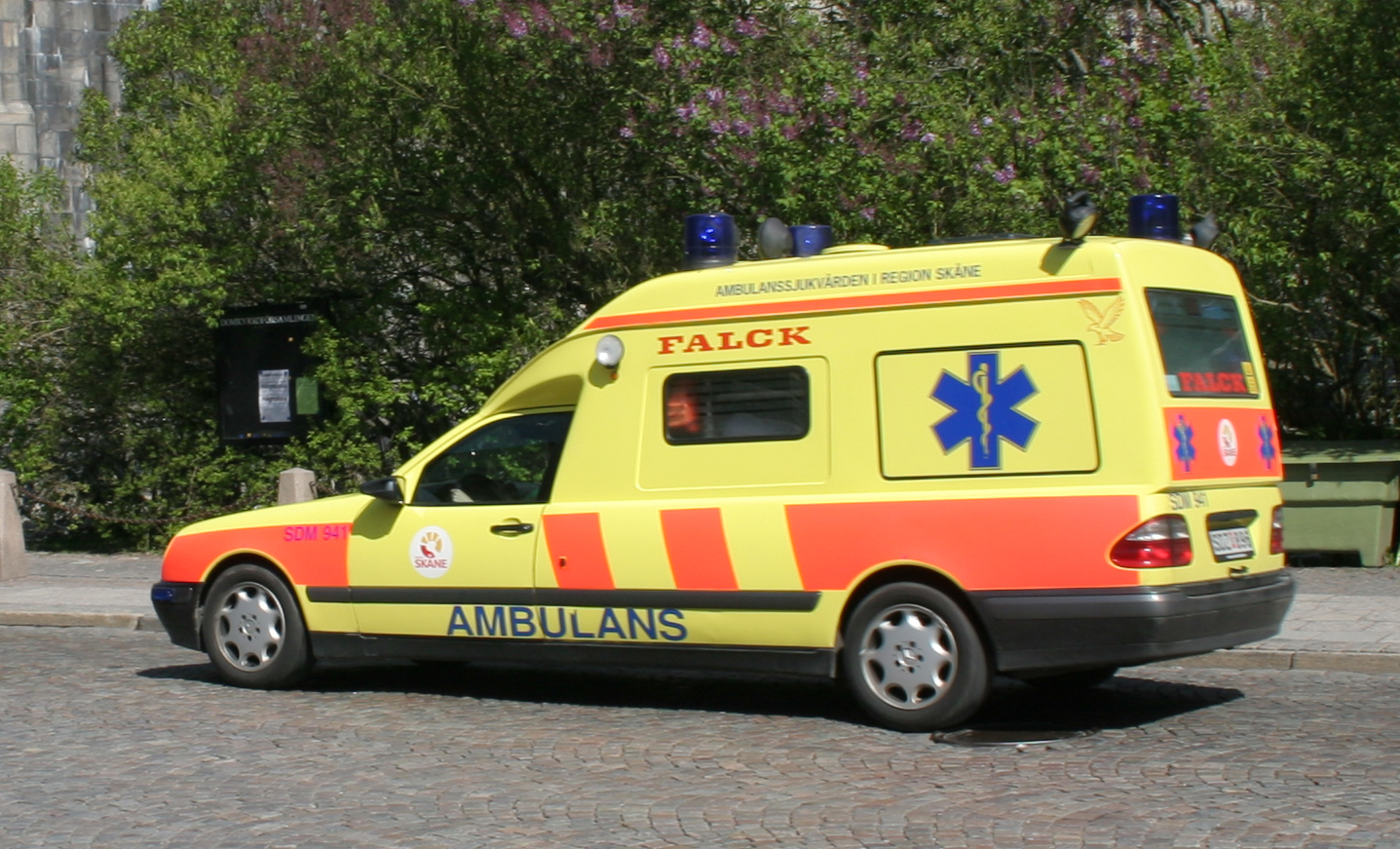
Den mesta sjukvården i Sverige tillhör offentliga sektorn.

Sverige har i internationell jämförelse en stor offentlig sektor, vilket avspeglas i ett högt skatteuttag som krävs för att finansiera de offentliga åtagandena[källa behövs]. 
Svenska kommuner och regioner (tidigare landsting) organiseras i arbetsgivarorganisationen Sveriges Kommuner och Regioner (SKR). Offentliganställda representeras i Sverige bland annat av fackförbundet Vision (tidigare Sveriges kommunaltjänstemannaförbund, SKTF) och av Svenska kommunalarbetareförbundet (Kommunal) och internationellt av den fackliga organisationen Internationell facklig organisation för offentliga tjänster (PSI).
Sveriges offentliga sektor kan sägas vara icke-relationell, i den aspekten att den inte reglerar relationer mellan privatpersoner (med några få undantag). Detta beror delvis på att Sverige är en blandekonomi, vilket innebär att relationer mellan myndiga privatpersoner i princip enbart regleras av civiljuridiken – exempelvis äktenskapsbalken och avtalsbalken – och inte allmänjuridiken.  
Några få undantag är relationen mellan en vuxen och ett omyndigt barn och den mellan en vuxen och en annan vuxen som omfattas av förvaltarskap.
I övrigt reglerar och hanterar Sveriges offentliga sektor istället relationer som rör dess egna juridiska personer, exempelvis kommuner, landsting och kommunala bolag.
Tidigare räknades även Svenska kyrkans verksamhet, så som kyrkobokföringen, som en del av Sveriges offentliga sektor.